# Канела (притока Гірського Тікичу)
Канела, Конелка, Конела — річка в Уманському районі Черкаської області України, права притока Гірського Тікичу (басейн Південного Бугу).

## Опис
Довжина річки 47 км, похил річки — 1,9 м/км. Формується з багатьох безіменних струмків та водойм. Площа басейну 670 км².
Притоки: Просяна, Одая, Канелька (праві).

## Розташування
Канела бере початок у Монастирищі. Спочатку тече на південний схід через села Аврамівка, Леськове, Хейлове, Панський Міст. У Степівці повертає на північний схід і тече через Соколівку, Конелу та Зелений Ріг. На південно-східній околиці Бузівки впадає у Гірський Тікич, ліву притоку Тікичу.
На деяких мапах України показана як річка Руда, притока Канели.

## Галерея

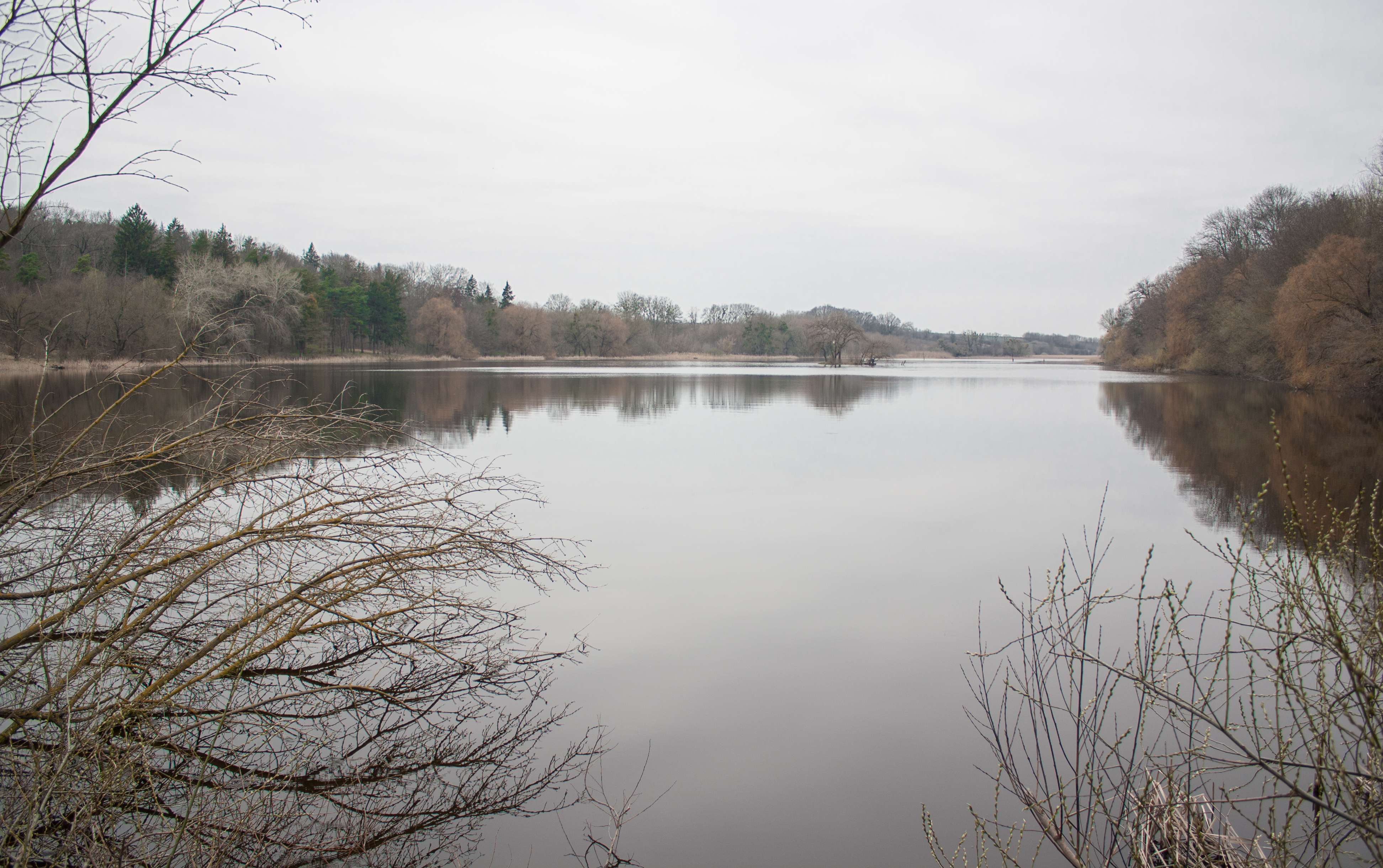
Ставок на річці в селі Леськове
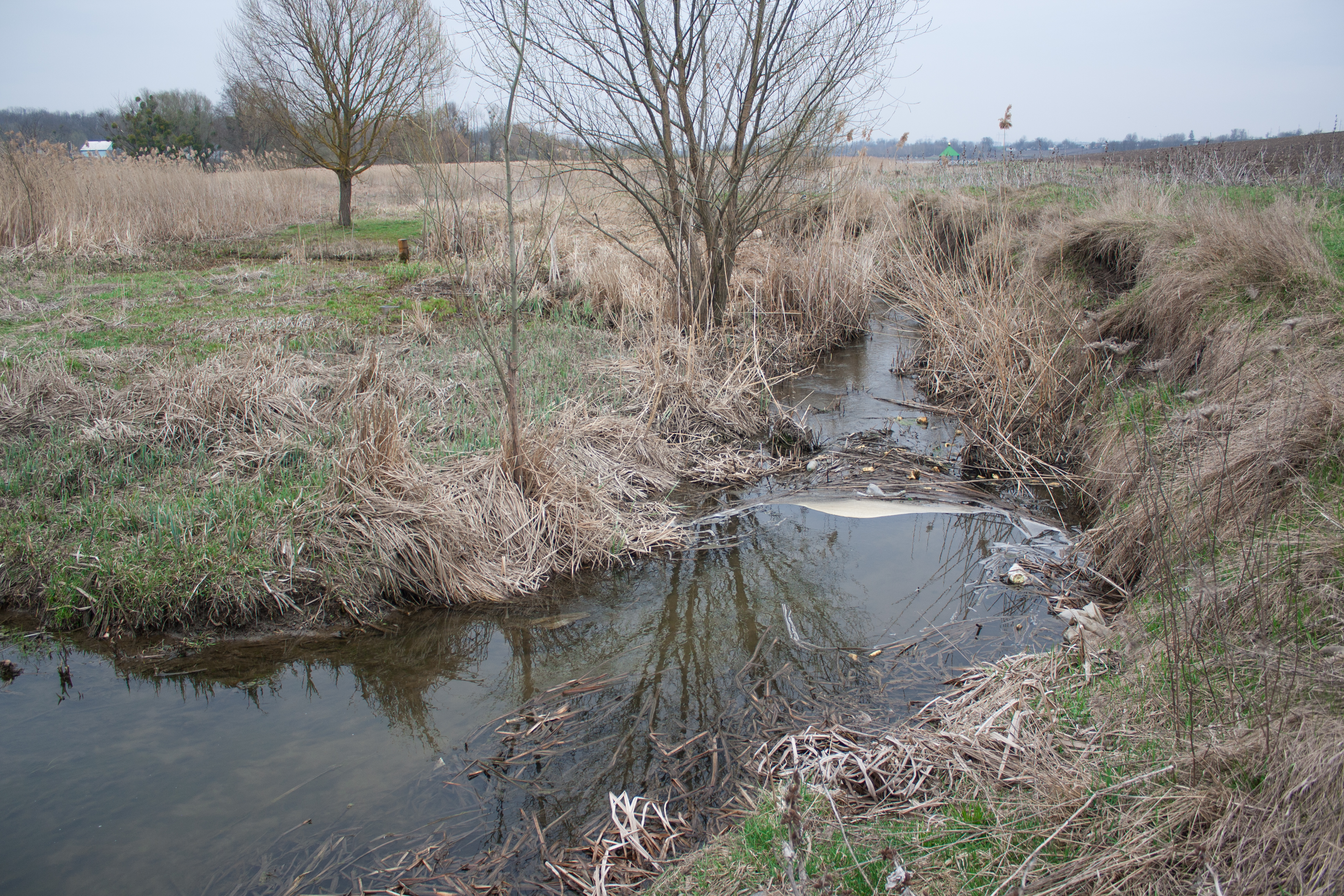
Річка в селі Хейлове
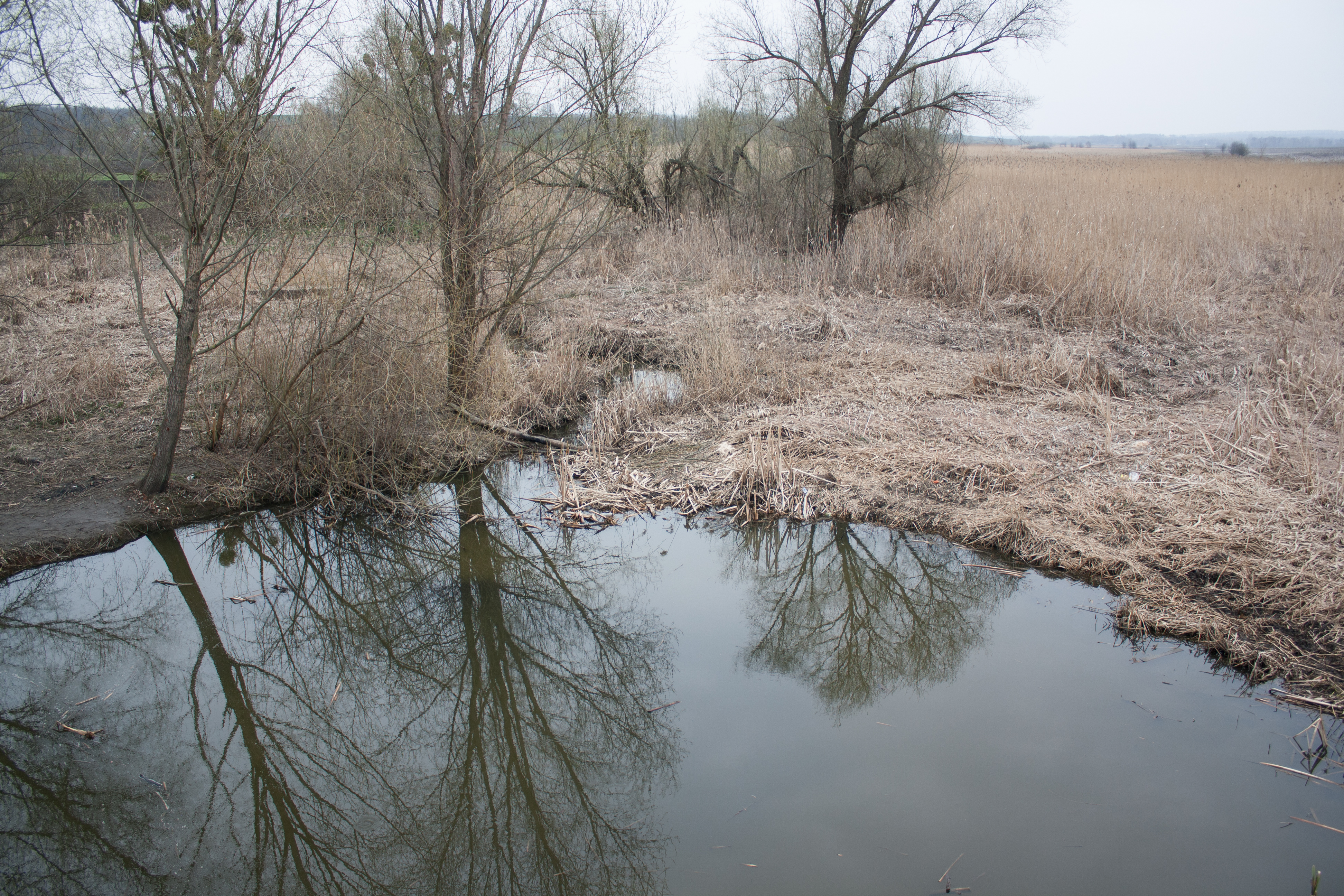
Річка в селі Панський Міст
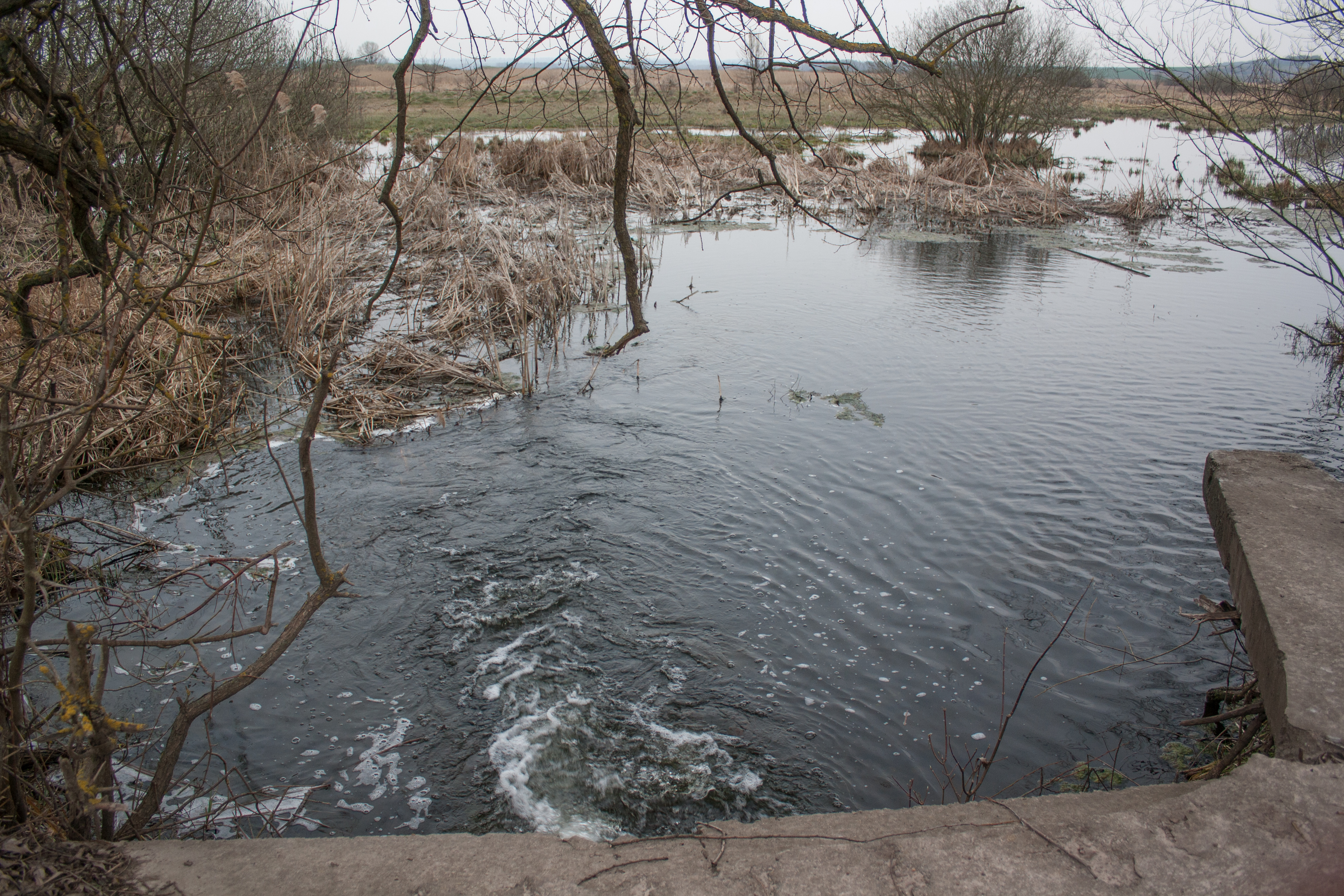
Річка в селі Степівка
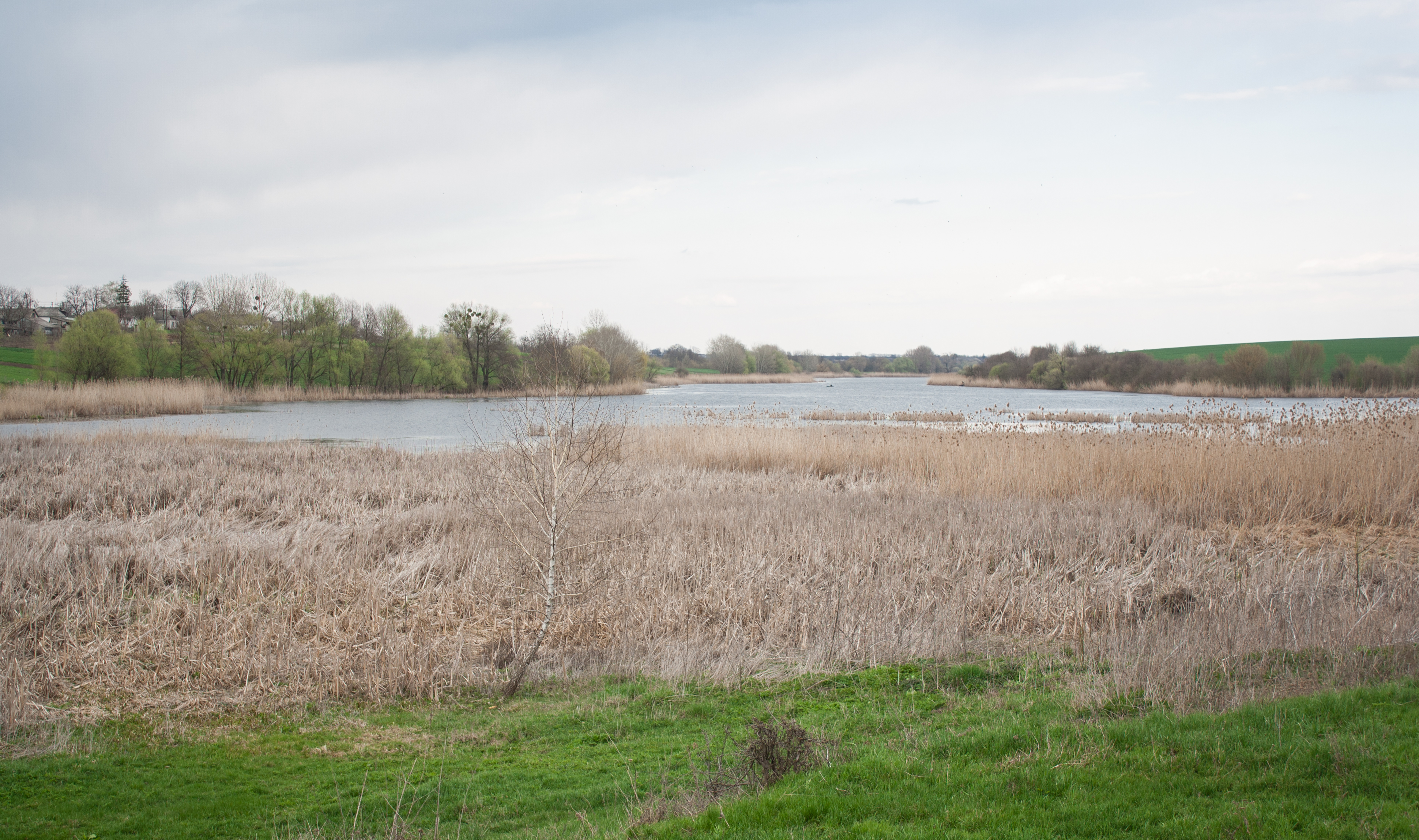
Річка в селі Конельська Попівка
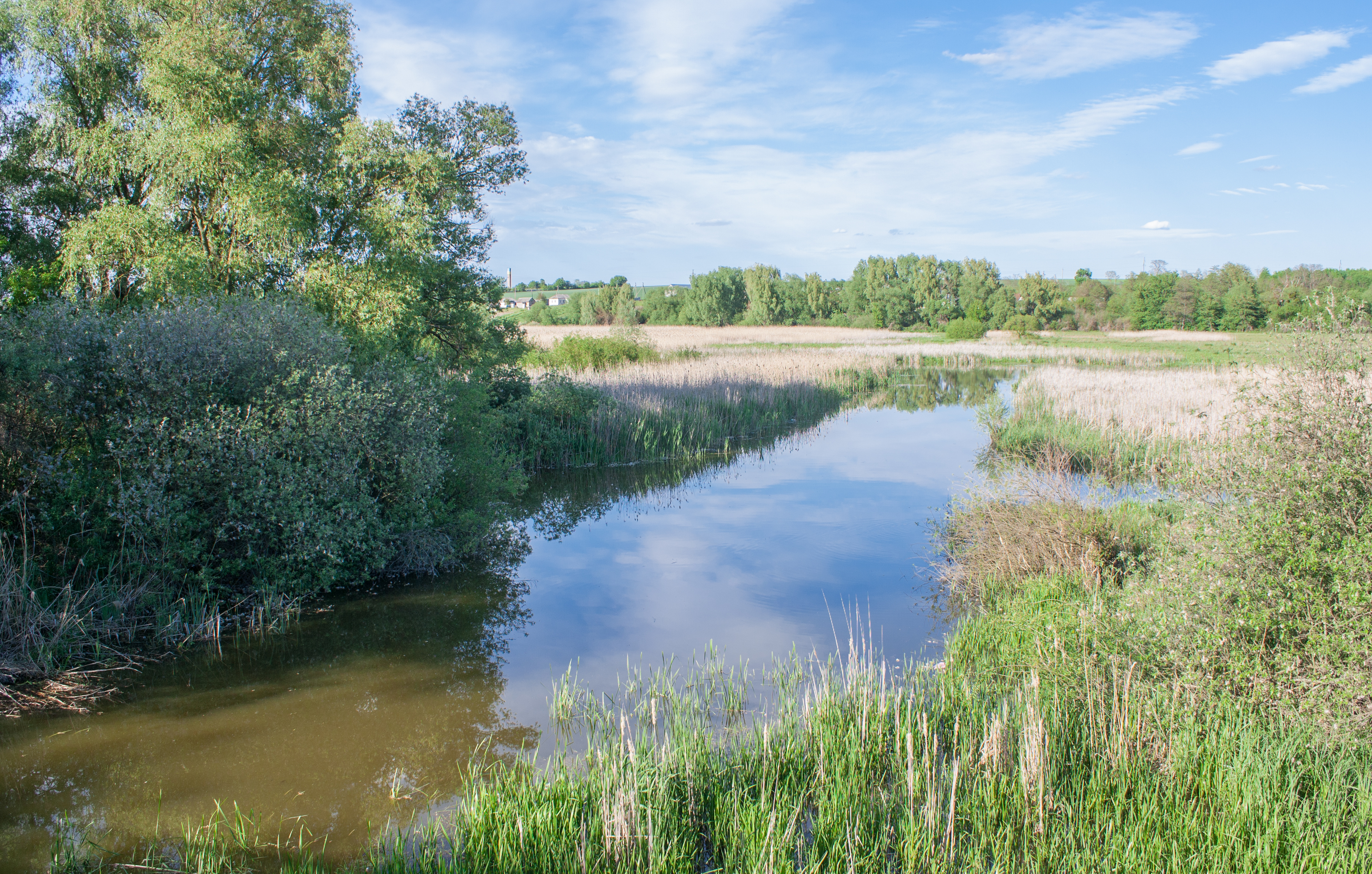
Річка в селі Соколівка
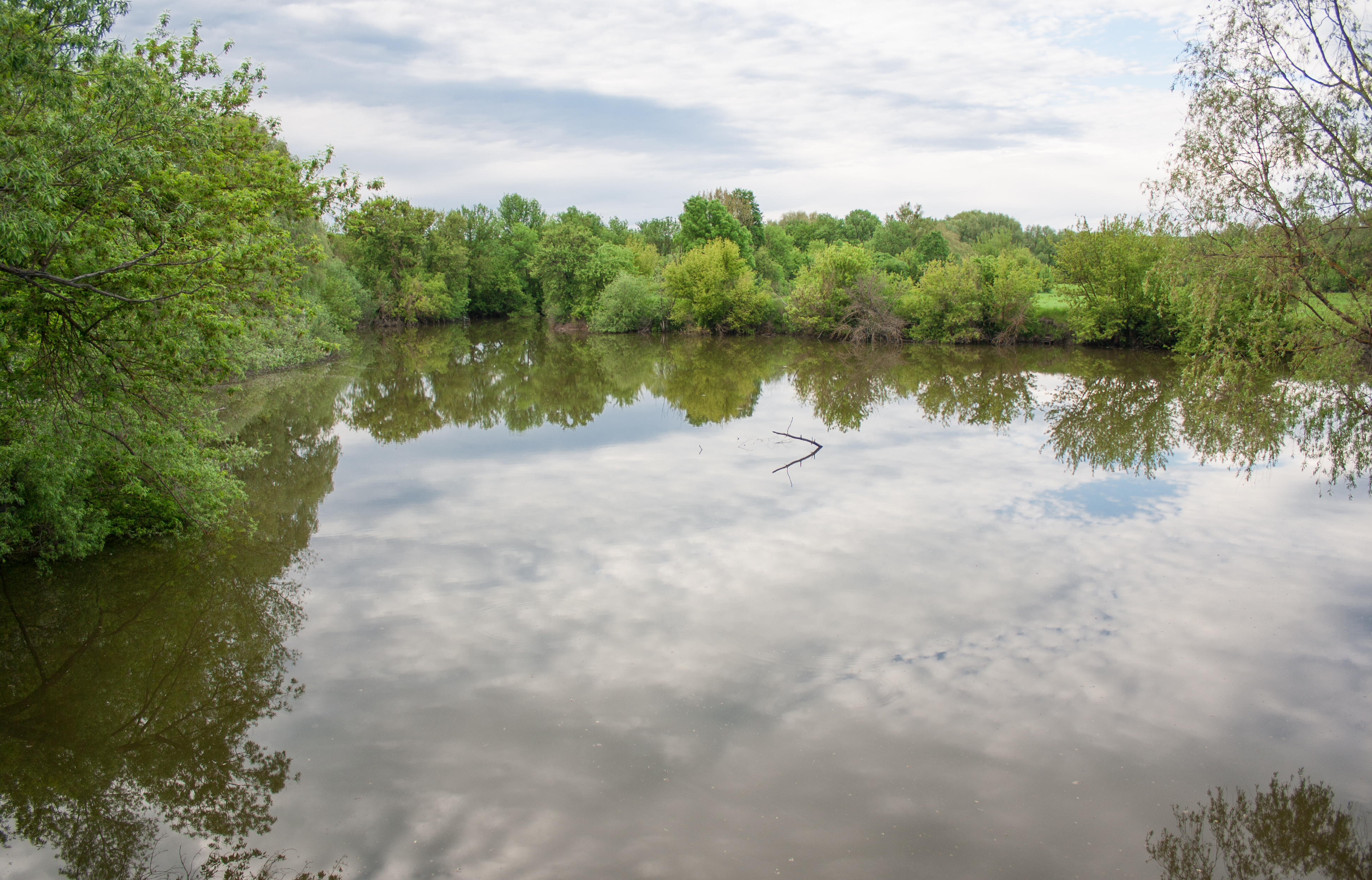
Річка в селі Конела
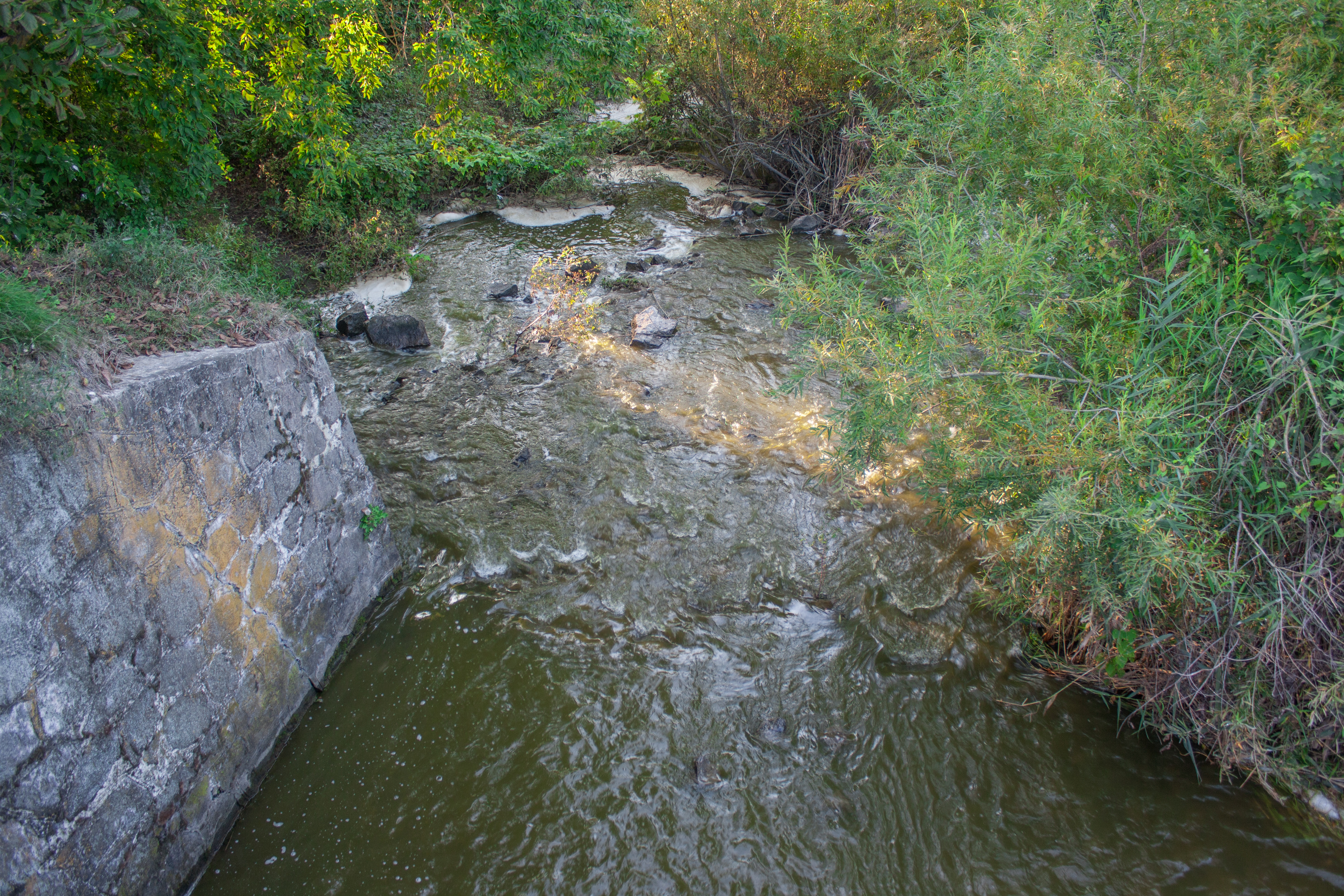
Річка в селі Зелений Ріг